# Гыртымов, Илькин Ильхам оглы
Илькин Ильхам оглы Гыртымов (азерб. Qırtımov İlkin İlham oğlu; 4 ноября 1990, Ашагы-Тала, Закатальский район) — азербайджанский футболист, защитник клуба «Кяпаз».

## Биография
Илькин Гыртымов родился 4 ноября 1990 года в селе Ашагы-Тала (рус. Нижняя Тала), Закатальского района Азербайджанской ССР. Является воспитанником закатальской школы футбола. Начал заминаться футболом в средней школе города Закаталы под руководством Шабана Ширданова. В 11 лет поступил в Бакинский республиканский олимпийский спортивный лицей, где проучился семь лет. Отец Илькина — Ильхам Гыртымов, в прошлом также был футболистом, выступал за закатальский клуб «Дашгын».

## Клубная карьера
В 2008 году подписал контракт с клубом азербайджанской премьер-лиги «Симург» из города Закаталы и начал выступать за молодёжный состав клуба. Дебют в основном составе состоялся в 2010 году. Выступал в клубе под № 2.
29 июля 2024 года подписал контракт с ФК «Кяпаз» сроком на 1 год.

## Сборная Азербайджана
26 марта 2013 года был в заявке национальной сборной Азербайджана на отборочный матч чемпионата мира 2014 против сборной Португалии.